# 王晓军

王晓军（1952年9月—），河北馆陶人。1969年入伍，1970年加入中国共产党。曾任沈阳军区副司令员、第五任中国人民解放军驻香港部队司令员、广州军区副司令员。中国人民解放军中将军衔。
曾經擔任第41集团军参谋长及副军长。1999年，任中国人民解放军驻香港部队副司令员。2004年，任海南省军区司令员。2008年，任广州军区装备部部长，次年调任联勤部部长。2010年，任沈阳军区副司令员。2012年10月26日，任中国人民解放军驻香港部队司令员。2014年7月14日，任广州军区副司令员。2016年1月，因体制编制调整和到龄，作免职安排。
2012年晋升为中国人民解放军中将军衔。